# Homeworld 2
Homeworld 2 é um jogo eletrônico de estratégia em tempo real, produzido pela Relic Games e distribuído pela Sierra Entertaiment em 2003, sendo uma sequência direta de Homeworld. Atraiu um grande número de fans, principalmente por sua jogabilidade inédita para o género, conseguindo reproduzir (com sucesso) um cenário de RTS ambientado em três dimensões.
Lançado em 2003, quatro anos depois do Homeworld Original para PC, ganhando uma versão para Mac posteriormente. Foi bastante aclamado por ter continuado o legado de sua versão original, mantendo a jogabilidade sem igual para o género, sua trama épica e direção de arte esplêndida, melhorada ainda mais neste novo título.

## Universo (sumário)
Homeworld 2 continua a crónica épica dos exilados Hiigarans liderados por Karan S'sjet.
Finalmente chegados à seu planeta natal, Hiigara depois da jornada árdua (vivenciada no Homeworld original), os exilados encontraram paz em seu mundo de origem. Tal estado durou menos que esperavam. Os Hiigarans agora enfrentam um novo inimigo,um clan renegado vindo do ocidente longínquo da galáxia, capaz de controlar a tecnologia de uma civilização antiga esquecida, com um poder bélico assustador. As crónicas agora são vivenciadas dentre a viagem da nova nave-mãe (Mothership) nome da Pride of Hiigara (Orgulho de Hiigara) em busca da verdade sobre oclusões desta nova tecnologia, desvendando os mistérios por detrás de seu exílio.

## Características
O jogo respeita o tradicional estilo RTS, onde basicamente se dá comandos a unidades, coleta-se recursos para financiar a construção e pesquisa de novas armas, unidades (que neste caso sempre são naves) dentro de seu ambiente tendo, quase sempre, a destruição da armada (exército) inimigo como objetivo básico. Porém, assim como seu predecessor, Homeworld 2 passa-se em um ambiente que permite movimentos nas três dimensões, ao invés de apenas movimentos dentre um mapa plano.
Em outras palavras, pode-se movimentar suas unidades para frente, trás, lados ou ainda para cima e para baixo dentro do "mapa" sendo jogado.
Tal liberdade abre um novo patamar dentro deste género, já que as estratégias para alcançar os objetivos são expandidas. Um bom exemplo é que, neste RTS, não basta apenas fortificar um perímetro ao redor de sua base ou formar defesas apenas na vanguarda, já que o inimigo pode avançar por cima, ou mesmo estar estacionado em uma posição abaixo de sua armada.
Este feito já foi tentado em jogos similares posteriormente, mas só foi considerado um sucesso com Homeworld, já que só ele conseguiu fazer com que esta jogabilidade não se torne complicada demais, perdendo o foco do jogo. Os movimentos de entre o cenário, que agora se trata de uma esfera, mantêm-se incrivelmente simples, não sendo uma tarefa muita grande posicionar as unidades de acordo com plano de ação desejado. O posicionamento do ponto de visão do jogador (câmera) é igualmente fácil de ser executado.
O jogador conta também com o auxílio do mapa geral, que mostra o cenário todo de uma visão bem mais ampla, onde se pode posicionar toda sua frota de uma só vez enquanto se tem visão do mapa todo.
Outro ponto importante é que com ele pode-se recriar batalhas épicas, não entrando em conflito com a proporcionalidade de suas naves, já que o contraste de tamanho entre naves de classes maiores, como fragatas e cruzadores, é gigantesco comparado com o de naves menores, como caças e corvetas.
A direção de arte do jogo é esplêndida. O desenho das naves é bem detalhado e texturizado, podendo-se notar torres de controle, módulos de descarga de recursos e até os hangares nas naves capitais, por onde naves menores podem atracar. O cenário de fundo é igualmente bem finalizado, com ótimos efeitos de iluminação e até de partículas, já que existem nebulosas renderizadas dentre o cenário.